# Pequeña flor
Pequeña flor es una película de comedia negra argentina-belga-española-francesa de 2022 dirigida por Santiago Mitre y basada en la novela homónima de Iosi Havilio. Narra la historia de un dibujante que se encuentra atrapado en un bucle temporal, donde todos los días asesina a su vecino. Está protagonizada por Daniel Hendler, Vimala Pons, Melvil Poupaud, Sergi López y Françoise Lebrun. La película se estrenó mundialmente el 19 de abril del 2022 durante el Buenos Aires Festival Internacional de Cine Independiente, mientras que su lanzamiento limitada en las salas de cine fue el 23 de junio de 2022.

## Sinopsis
José, un dibujante de historietas argentino, se muda a Francia con su esposa y su hija de unos meses. Poco después de que decide matar y dejar de publicar a "Coucou", su personaje de historieta más popular, José es depedido del diario donde trabaja. Para mantener a su familia, su esposa Lucie, que hasta entonces era ama de casa, consigue un trabajo de tiempo completo que detesta, mientras que José se queda cuidando a la bebé.
Un jueves, para cuidar su jardín, José decide tocarle el timbre a Jean-Claude, su vecino, y pedirle una pala. Jean-Claude lo invita adentro y lo fuerza a pasar tiempo con él escuchando jazz. La actitud autoritaria, socarrona y machista del vecino le resulta insoportable a José, que acaba matándolo con la pala que pidió prestada mientras un disco reproduce la pieza de jazz «Petite Fleur». Asustado, José se esfuerza en borrar toda evidencia de ese crimen y espera el retorno de Lucie, que vuelve más animada que nunca. El miedo por ser descubierto se vuelve confusión cuando José se sorprende de encontrar a Jean-Claude vivo tiempo después. Alegre, Jean-Claude lo invita de nuevo a su casa. El siguiente jueves, José lo mata de nuevo y de nuevo, Lucie se muestra alegre y animada cuando regresa a su casa. Esto empieza a volverse una rutina. El vecino parece recordar todas las tardes que él y José comparten, menos las partes en las que él muere. Cuando éste muere, Lucie no sólo se muestra feliz sino que también está dispuesta a largas salidas románticas con José, como noches en recitales y boliches.
Sin embargo, los otros días de la semana, Lucie parece insatisfecha tanto en su vida laboral como en su relación con José. Un día decide empezar a hacer terapia no tradicional con un hombre excéntrico al cual José califica de charlatán. A José le perturba las cosas que Lucie dice hacer en sus sesiones con el terapeuta, las cuales incluyen masturbarse en frente de varios otros pacientes. Con el tiempo, José decide acompañarla a las sesiones, donde descubre que el terapeuta finge sólo hablar francés, a pesar de ser en verdad un español llamado Bruno Rodríguez. Bruno también parece sentirse atraído por Lucie. Sientiendo un odio inmenso por Bruno, José decide matarlo.
Durante una de las sesiones grupales, Bruno le pide a José que intente ahorcarlo, mientras que al resto de los pacientes se les tiene prohibido intervenir. Él está a punto de matar a Bruno cuando Lucie, reconociendo por primera vez el lado más violento de José, lo detiene. Asustada, más tarde decide dejar la casa.
Solo y a cargo del bebé por varios días, José decide volver a dibujar por primera vez desde que lo despidieron. Lucie con el tiempo regresa a casa y cuando los dos vuelven a hablar, José decide revelarle todo el asunto del vecino. Al principio, a ella le cuesta aceptarlo, pero a medida que recupera su fe en José, Lucie también empieza a creer en su historia. Un día, José visita a Jean-Claude con Lucie y la pareja lo mata en conjunto. Los dos luego regresan a su propia casa, totalmente enamorados.

## Reparto
- Daniel Hendler como José
- Vimala Pons como Lucie
- Melvil Poupaud como Jean-Claude
- Sergi López como Bruno Rodríguez
- Françoise Lebrun como Agnès
- Eric Caravaca como el Publicista
- Hervé Vilard como Él mismo
- Eva Zayas Brito Cornet como Antonia
  - Calypso Roure como Antonia (7 años)
- Jean-Luc Piraux como Gustave
- Luca Denti como Robert
- Fabrice Adde como Hans

## Recepción

### Comentarios de la crítica
En el portal de internet Rotten Tomatoes, la película posee una aprobación del 100% basado en 5 reseñas, con una puntuación de 7.3/10. Diego Batlle de Otros cines describió que «Pequeña flor resulta una película recargada, provocadora, incómoda, sin miedo al ridículo y al qué dirán». Horacio Bernades de Página/12 calificó a la cinta con un 9, diciendo que «la clave de que la cuarta película de Mitre funcione tan bien es la sensación de realidad, superpoblada de acontecimientos que no suelen ser reales». Alejandro Lingenti de La Nación elogió en su totalidad al filme, asegurando que «se apoya en un elenco muy sólido donde se luce la francesa Vimala Pons», «los tiempos están manejados con maestría» y «también nos regala una banda sonora exquisita que enaltece al género». Por su parte, Jordi Batlle Caminal de Fotogramas destacó que «sin lugar a dudas, Mitre, con la complicidad de su inseparable Mariano Llinás en el guion, nos brinda una película más estimulante, más osada, que la muy convencional Argentina, 1985».
En una reseña para eCartelera, Miguel Ángel Pizarro escribió que lo mejor de la película es «la interpretación de Melvil Poupaud, la cualresulta de lo más hipnótica», pero que lo peor es «la dinámica de los asesinatos que no queda del todo bien introducida». Pablo O. Scholz de  Clarín consideró a la cinta como «buena», explicando que «Mitre juega con la narración y se nutre de jazz» haciendo una «una película tan llevadera como desconcertante».

### Premios y nominaciones
| Lista de premios y nominaciones | Lista de premios y nominaciones                       | Lista de premios y nominaciones              | Lista de premios y nominaciones | Lista de premios y nominaciones | Lista de premios y nominaciones |
| Año                             | Organización                                          | Categoría                                    | Nominado/a(s)                   | Resultado                       | Ref(s)                          |
| ------------------------------- | ----------------------------------------------------- | -------------------------------------------- | ------------------------------- | ------------------------------- | ------------------------------- |
| 2022                            | Festival Internacional de Cine Fantástico de Bruselas | Premio del jurado                            | Pequeña flor                    | Nominado                        | [ 13 ] [ 14 ]                   |
| 2022                            | Festival Internacional de Cine Fantástico de Bruselas | Premio RTBF                                  | Pequeña flor                    | Ganador                         | [ 13 ] [ 14 ]                   |
| 2023                            | Premios Cóndor de Plata                               | Mejor película en coproducción con Argentina | Pequeña flor                    | Nominado                        | [ 15 ]                          |
| 2023                            | Premios Argentores                                    | Mejor guion adaptado                         | Mariano Llinás y Santiago Mitre | Ganadores                       | [ 16 ]                          |